# The Telephone Girl
Pour plus de détails, voir Fiche technique et Distribution.
The Telephone Girl est un film américain réalisé par Herbert Brenon et sorti en 1927.

## Synopsis
Candidat au poste de gouverneur, Mark Robinson est soutenu par son beau-père, Jim Blake, un politicien de longue date. Il s'avère que l'adversaire de Robinson a un point faible : trois ans avant de se marier, accompagné d'une femme, il s'est enregistré dans un hôtel comme Matthew Standish et Mrs. Blake aimerait utiliser cette arme, mais Kitty, standardiste, ne se prête pas à l'opération. Finalement, tout va se mettre en place, et Kitty va se marier avec Tom, le fils de Blake.

## Fiche technique
- Réalisation : Herbert Brenon

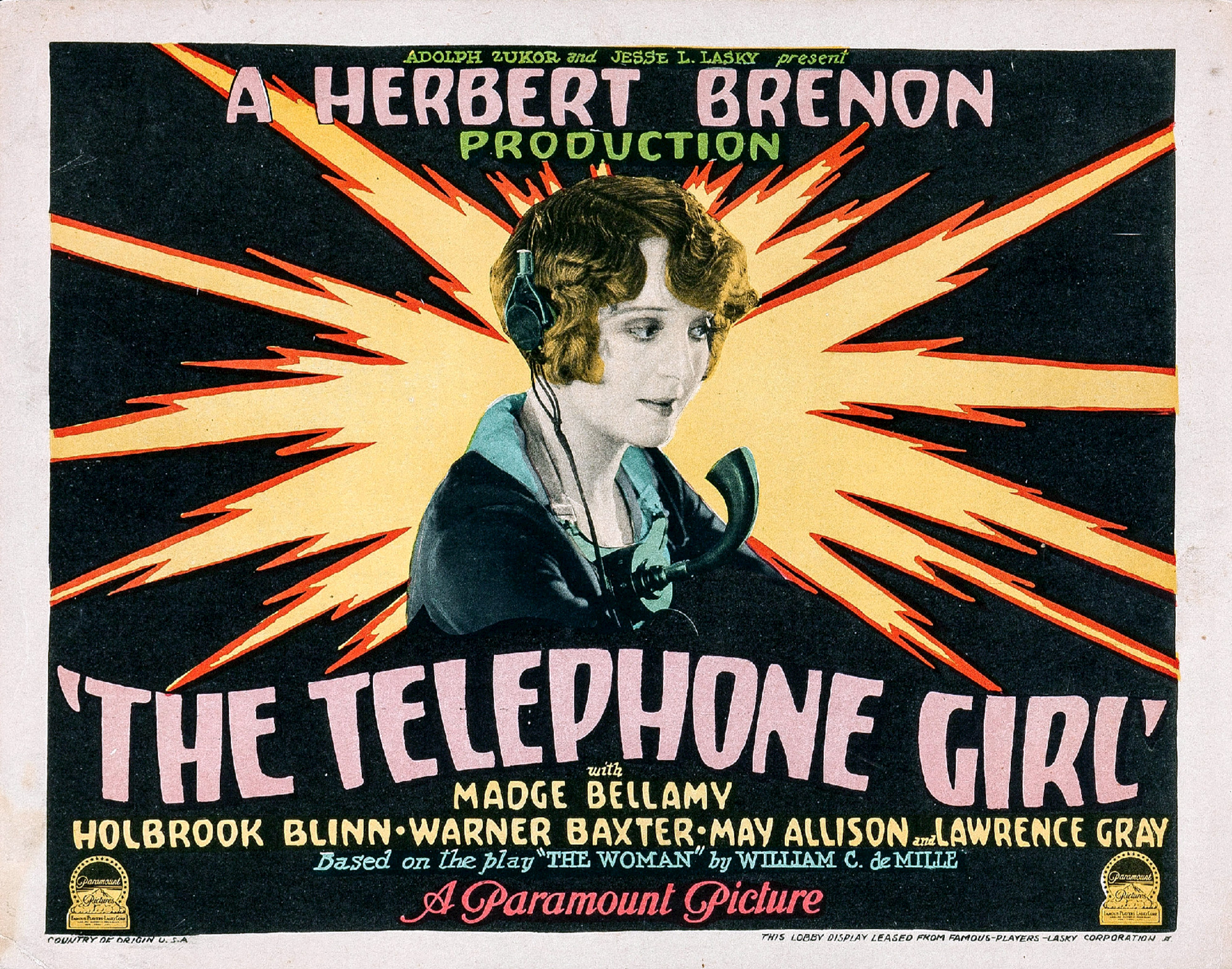
Carte promotionnelle du film.

- Scénario : Elizabeth Meehan d'après The Woman de William C. deMille
- Producteur : Herbert Brenon
- Photographie : Leo Tover
- Production : Famous Players-Lasky
- Distributeur : Paramount Pictures
- Durée : 60 minutes
- Date de sortie :
  - États-Unis : 26 mars 1927

## Distribution
- Madge Bellamy : Kitty O'Brien
- Holbrook Blinn : Jim Blake
- Warner Baxter : Matthew Standish
- May Allison : Grace Robinson
- Lawrence Gray : Tom Blake
- Hale Hamilton : Mark
- Hamilton Revelle : Van  Dyke
- William E. Shay : Détective
- Karen Hansen : Mrs. Standish

## Statut du film
Une copie du film est préservée dans les archives d'un institut néerlandais